# Morti nel 1770
| Questa pagina contiene informazioni ricavate automaticamente dalle voci biografiche con l'ausilio del template Bio e di un bot. L'aggiornamento è periodico e automatico e ricostruisce completamente la pagina. Se manca una persona in questa lista, sei pregato di non aggiungerla, ma accertati piuttosto che la sua voce biografica contenga il template Bio e che i dati anagrafici siano correttamente compilati. Se il template Bio manca, inseriscilo tu stesso o, in alternativa, metti l'avviso {{tmp\|Bio}} che ne segnala la mancanza. Se i dati riportati sono sbagliati, correggi direttamente la voce biografica; le modifiche saranno visibili in questa lista entro pochi giorni. Per chiarimenti vedi il progetto biografie. La lista contiene solo le 121 persone che sono citate nell'enciclopedia e per le quali è stato implementato correttamente il template Bio. Pagina aggiornata al 10 ago 2025. |

## Gennaio(10)
- 7 gennaio - Francesco Brancia, arcivescovo cattolico italiano (n. 1725)
- 12 gennaio - James Stopford, I conte di Courtown, politico irlandese (n. 1700)
- 13 gennaio - Niccolò Pintucci, pittore italiano (n. 1697)
- 14 gennaio - Henri Philippe de Chauvelin, abate francese (n. 1714)
- 17 gennaio - Paulo António de Carvalho e Mendonça, cardinale portoghese (n. 1702)
- 20 gennaio - Charles Yorke, politico inglese (n. 1722)
- 23 gennaio - Maria Teresa Elisabetta d'Asburgo-Lorena, nobile (n. 1762)
- 27 gennaio - Karl von Cobenzl, diplomatico e politico austriaco (n. 1712)
- 27 gennaio - Ignazio Orsini, storico e numismatico italiano
- 29 gennaio - Ahmad Riayat Shah di Johor, sovrano malese (n. 1752)

## Febbraio(11)
- 3 febbraio - Maria Felice Tibaldi, pittrice italiana (n. 1707)
- 4 febbraio - Nicola Leopoldo di Salm-Salm, nobile belga (n. 1701)
- 6 febbraio - Giovanni Lami, storico, bibliotecario e abate italiano (n. 1697)
- 12 febbraio - Giovanni Angelo Anzani, vescovo cattolico italiano (n. 1701)
- 15 febbraio - Francesco Emanuele Valguarnera, nobile, politico e militare italiano (n. 1691)
- 17 febbraio - Louis René Vialy, pittore francese (n. 1680)
- 21 febbraio - Giovanni Pietro Dolfin, scrittore, teologo e religioso italiano (n. 1709)
- 22 febbraio - Domenico Duprà, pittore (n. 1689)
- 22 febbraio - Christopher Seider, statunitense
- 26 febbraio - Santi Pacini, fantino italiano
- 26 febbraio - Giuseppe Tartini, violinista e compositore italiano (n. 1692)

## Marzo(7)
- 5 marzo - Crispus Attucks, patriota statunitense
- 5 marzo - Gaetano Chiaveri, architetto italiano (n. 1689)
- 7 marzo - Teresa Margherita Redi, religiosa italiana (n. 1747)
- 10 marzo - Lionel Tollemache, IV conte di Dysart, nobile scozzese (n. 1708)
- 23 marzo - Martin van Meytens, pittore svedese (n. 1695)
- 27 marzo - Jacopo Stellini, abate, scrittore e filosofo italiano (n. 1699)
- 27 marzo - Giambattista Tiepolo, pittore e incisore italiano (n. 1696)

## Aprile(9)
- 5 aprile - Jakob Friedrich von Bielfeld, scrittore e politico tedesco (n. 1717)
- 8 aprile - Jean-François de Surville, esploratore e marinaio francese (n. 1717)
- 10 aprile - Esprit Antoine Blanchard, musicista e compositore francese (n. 1696)
- 12 aprile - Cesare Ligari, pittore italiano (n. 1716)
- 20 aprile - Marie Camargo, danzatrice francese (n. 1710)
- 20 aprile - Franz Christoph von Hutten, cardinale e vescovo cattolico tedesco (n. 1706)
- 24 aprile - Jean Antoine Nollet, abate e fisico francese (n. 1700)
- 27 aprile - José Solís Folch de Cardona, spagnolo (n. 1716)
- 27 aprile - Honoré-Armand de Villars, militare francese (n. 1702)

## Maggio(6)
- 2 maggio - Giacomo Oddi, cardinale e arcivescovo cattolico italiano (n. 1679)
- 8 maggio - Carlo I d'Assia-Philippsthal, nobile (n. 1682)
- 10 maggio - Charles Avison, compositore e organista britannico (n. 1709)
- 21 maggio - Alexander Colville, VII lord Colville di Culross, ammiraglio britannico (n. 1717)
- 27 maggio - Sofia Maddalena di Brandeburgo-Kulmbach, regina (n. 1700)
- 30 maggio - François Boucher, pittore francese (n. 1703)

## Giugno(5)
- 13 giugno - Diamante Medaglia Faini, poetessa italiana (n. 1724)
- 15 giugno - Suzuki Harunobu, artista giapponese
- 19 giugno - Diego de Torres Villarroel, scrittore, scienziato e religioso spagnolo (n. 1693)
- 23 giugno - Mark Akenside, poeta e medico inglese (n. 1721)
- 29 giugno - Marcin Józef Żebrowski, compositore e musicista polacco (n. 1702)

## Luglio(4)
- 2 luglio - Pietro Perfetti, incisore italiano (n. 1725)
- 4 luglio - Pëtr Kuz'mič Krenicyn, navigatore e esploratore russo (n. 1728)
- 21 luglio - Charlotta Frölich, scrittrice, storica e agronoma svedese (n. 1698)
- 27 luglio - Robert Dinwiddie, politico britannico (n. 1693)

## Agosto(5)
- 3 agosto - Guillaume-François Rouelle, chimico e farmacista francese (n. 1703)
- 6 agosto - Clemente Francesco di Baviera, principe tedesco (n. 1722)
- 11 agosto - Gennaro Carmignano, vescovo cattolico italiano (n. 1702)
- 24 agosto - Thomas Chatterton, poeta inglese (n. 1752)
- 30 agosto - Jean-Baptiste de Brancas, arcivescovo cattolico francese (n. 1693)

## Settembre(5)
- 1º settembre - Hannah Glasse, scrittrice inglese (n. 1708)
- 1º settembre - Vespasiano Ripa Buschetti di Giaglione, nobile italiano (n. 1711)
- 9 settembre - Georg Dionysius Ehret, pittore e disegnatore tedesco (n. 1708)
- 22 settembre - Ignazio da Santhià, presbitero italiano (n. 1686)
- 30 settembre - George Whitefield, predicatore inglese (n. 1714)

## Ottobre(6)
- 1º ottobre - Louis-Gabriel Guillemain, compositore e violinista francese (n. 1705)
- 11 ottobre - Carlotta Amalia Guglielmina di Schleswig-Holstein-Sonderburg-Plön, principessa tedesca (n. 1744)
- 18 ottobre - John Manners, marchese di Granby, politico e generale inglese (n. 1721)
- 19 ottobre - Bernardo Antonio Vittone, architetto italiano (n. 1704)
- 21 ottobre - Francesco Labanchi, ammiraglio italiano (n. 1720)
- 30 ottobre - Najib al-Dawla, politico e militare afghano

## Novembre(9)
- 6 novembre - Joseph Smith, banchiere, collezionista d'arte e diplomatico inglese (n. 1682)
- 9 novembre - John Campbell, IV duca di Argyll, generale e politico britannico (n. 1693)
- 13 novembre - George Grenville, politico inglese (n. 1712)
- 16 novembre - John Taylor, medico inglese (n. 1703)
- 17 novembre - Gian Francesco de Majo, compositore italiano (n. 1732)
- 19 novembre - François-Augustin de Paradis de Moncrif, scrittore e poeta francese (n. 1687)
- 24 novembre - Charles-Jean-François Hénault, drammaturgo, storico e scrittore francese (n. 1685)
- 26 novembre - Johann Jacob Brucker, religioso, storico e filosofo tedesco (n. 1696)
- 26 novembre - Gerlach Adolph von Münchhausen, politico tedesco (n. 1688)

## Dicembre(9)
- 1º dicembre - Giambettino Cignaroli, pittore italiano (n. 1706)
- 4 dicembre - John Perceval, II conte di Egmont, politico inglese (n. 1711)
- 4 dicembre - Antonio Zanon, imprenditore, agronomo e economista italiano (n. 1696)
- 5 dicembre - James Stirling, matematico scozzese (n. 1692)
- 6 dicembre - Neri Maria Corsini, cardinale italiano (n. 1685)
- 9 dicembre - Gottlieb Muffat, compositore, clavicembalista e organista tedesco (n. 1690)
- 14 dicembre - Pietro Paolo Conti, cardinale italiano (n. 1689)
- 20 dicembre - Jean Baptiste Sénac, medico e anatomista francese (n. 1693)
- 20 dicembre - Tupaia, navigatore tahitiano

## Senza giorno specificato(35)
- Anton Filippo Adami, poeta italiano (n. 1720)
- Bernhard Siegfried Albinus, medico tedesco (n. 1697)
- Paolo Giuseppe Avogadro di Casanova, militare italiano (n. 1700)
- Alessandro Bandiera, presbitero, letterato e pedagogista italiano (n. 1699)
- Francesco Barsanti, compositore, flautista e oboista italiano (n. 1690)
- Pasquale Bini, violinista e compositore italiano (n. 1716)
- Giuseppe Antonio Bocchi, presbitero italiano (n. 1679)
- Francesco Bonazza, scultore italiano
- Pellegra Bongiovanni, poetessa italiana
- Christopher Condent, pirata inglese (n. 1690)
- Maria Antonia Cons y Benedicto, tipografa spagnola
- Ignazio Cuomo, ingegnere e architetto italiano
- Fëdor Aleksandrovič Emin, scrittore russo (n. 1735)
- José de Escandón, politico spagnolo (n. 1700)
- Michele Foschini, pittore italiano (n. 1711)
- Marco Antonio Ginanni, letterato, politico e araldista italiano (n. 1690)
- Charles Jacob Guillemain, commediografo francese (n. 1705)
- Joseph Anton Feuchtmayer, scultore e incisore austriaco (n. 1696)
- Thomas Leseur, matematico e fisico francese (n. 1703)
- Scipione Manni, pittore italiano (n. 1705)
- Joseph Paris Duverney, imprenditore francese (n. 1684)
- Giuseppe Pasini, religioso italiano (n. 1687)
- Angelo Piò, scultore italiano (n. 1690)
- Luca Rossetti da Orta, pittore italiano (n. 1708)
- Giuseppe Sardi, architetto italiano (n. 1688)
- Carl Gustaf Tessin, politico, collezionista d'arte e mecenate svedese (n. 1695)
- Tevkii Hamza Hamid Pascià, politico ottomano (n. 1688)
- Gaspare Traversi, pittore italiano (n. 1722)
- Domenico Luigi Valeri, architetto e pittore italiano (n. 1701)
- Francesco Vettori, antiquario e numismatico italiano (n. 1693)
- Robert West, pittore e incisore irlandese
- Leopold Wißgrill, architetto austriaco (n. 1701)
- Juan de Prado y Malleza, generale e politico spagnolo (n. 1716)
- Béat François Placide de la Tour-Châtillon de Zurlauben, militare svizzero
- Alasdair MacMhaighstir Alasdair, poeta e lessicografo scozzese (n. 1698)